# Julian Cash
Julian Cash (Brighton, 29 agosto 1996) è un tennista britannico.
Specialista del doppio, ha vinto l’edizione di Wimbledon 2025 in coppia con Lloyd Glasspool, altri otto titoli nel circuito maggiore e diversi altri nei circuiti minori, ha raggiunto il 2º posto della classifica ATP nell’agosto 2025.

## Carriera

### Tra gli juniores e nei tornei di College statunitensi
Gioca nell'ITF Junior Circuit tra il 2011 e il 2014 e vince in singolare un torneo di Grade 4 e quattro tornei in doppio, tra cui due di Grade 2. Nei tornei di Grade A si spinge fino ai quarti di finale in doppio al prestigioso Orange Bowl nel dicembre 2013, risultato con cui raggiunge la 68ª posizione nel ranking mondiale di categoria nel gennaio 2014. Quello stesso anno si trasferisce negli Stati Uniti per studiare alla Mississippi State University e in seguito si sposta alla Oklahoma State University, gioca con successo nelle squadre di tennis di entrambi gli atenei impegnate nei tornei di College e riceve numerosi riconoscimenti, in particolare viene inserito tre volte tra gli All American.

### 2013-2021, inizi da professionista, lunghe pause e primi titoli ITF
Nel 2013 fa le sue prime due apparizioni tra i professionisti nel circuito ITF e l'anno successivo raggiunge la finale in doppio al torneo USA F32. In quegli anni gioca nel circuito professionistico raramente, per la prima finale in singolare deve aspettare fino al luglio 2017 e viene sconfitto da Lorenzo Frigerio al torneo ITF Egypt F21. Alza il primo trofeo da professionista nel gennaio 2019 vincendo il doppio all'ITF M15 di Monastir e nel prosieguo della stagione si aggiudica altri due tornei ITF di doppio. Non gioca alcun torneo professionistico tra l'ottobre 2019 e il maggio 2021, nel prosieguo della stagione 2021 vince quattro delle sette finali ITF giocate in doppio e perde l'unica finale in singolare.

### 2022, trionfi nei Challenger, esordio nel circuito ATP e top 70
Nella prima parte del 2022 vince in doppio il primo torneo ITF M25 a Loughborough e un altro M15 a Bengaluru. Ad aprile inizia a giocare in coppia con Henry Patten e dopo la semifinale raggiunta nel loro primo torneo, vincono consecutivamente tre titoli ITF e il loro primo titolo dell'ATP Challenger Tour sull'erba del prestigioso Surbiton Trophy; con il successo in finale per 4-6, 6-3, [11-9] sugli specialisti Oleksandr Nedovjesov / Aisam Qureshi, Cash guadagna 85 posizioni nel ranking e sale alla 228ª. Continuano a salire in classifica raggiungendo le finali anche nei successivi Challenger 125 di Nottingham, dove si interrompe la serie di 19 vittorie consecutive, e di Ilkley, vinta in due set contro Ramkumar Ramanathan / John-Patrick Smith.
Subito dopo fanno il loro esordio nel circuito ATP a Eastbourne e in una prova del Grande Slam a Wimbledon, raccogliendo due sconfitte al primo turno. Vincono l'ultimo torneo stagionale sull'erba all'ITF M25 Roehampton. Dopo il negativo inizio della trasferta americana, riprendono a vincere nei Challenger aggiudicandosi a fine agosto il torneo di Granby e nei mesi successivi trionfano al Columbus II, a Fairfield, Las Vegas, Charlottesville, Andria e Maia. A fine ottobre Cash fa il suo ingresso nella top 100 e chiude la stagione alla 70ª posizione.

### 2023, prime finali ATP e top 50
All'esordio stagionale nel 2023 vincono il loro primo incontro in un torneo ATP a Pune e raggiungono la semifinale. Vincono il primo incontro anche in una prova dello Slam agli Australian Open ed escono di scena al secondo turno. Arrivano al secondo turno anche nei due successivi tornei ATP e Cash porta il best ranking al 62º posto. Perde la finale al Challenger di Pau assieme a Constantin Frantzen. Continua a progredire nel ranking dopo la semifinale raggiunta con Patten al Challenger 175 di Phoenix - dove nei quarti eliminano i numeri 3 e 4 del mondo Rajeev Ram / Joe Salisbury - e i quarti disputati al Challenger 125 di Città del Messico. Il 9 aprile i due britannici giocano la loro prima finale ATP a Houston e vengono sconfitti da Max Purcell / Jordan Thompson con il punteggio di 6-4, 4-6, [5-10]. Si aggiudicano il titolo al successivo Challenger 125 di Sarasota e perdono in semifinale al Challenger 175 di Cagliari, a maggio Cash sale al 48º posto mondiale. Eliminati al loro esordio assoluto al Roland Garros, a inizio giugno Patten si infortuna alla schiena prima della semifinale al Surbiton Trophy e inizia un periodo di convalescenza.
Nei tornei che seguono Cash gioca con altri partner e il miglior risultato è la semifinale raggiunta all'Atlanta Open assieme a Robert Galloway. Patten rientra ad agosto e la settimana dopo perdono la finale al Challenger californiano di Stanford. Agli US Open raggiungono per la prima volta il terzo turno in una prova del Grande Slam e vengono eliminati nel tie-break decisivo dai futuri finalisti Rohan Bopanna / Matthew Ebden. In autunno perde due finali ATP 250, quella allo Stockholm Open in coppia con Yuki Bhambri contro Andrej Golubev / Denys Molčanov e quella al Sofia Open assieme a Nikola Mektić contro Gonzalo Escobar / Oleksandr Nedovjesov. Si consola vincendo nello stesso periodo 4 Challenger in 6 settimane, si aggiudica i tornei di Mouilleron-le-Captif e Malaga con Galloway, quello di Brest con Bhambri e quello di Danderyd con Bart Stevens. Con questi risultati il 6 novembre porta il best ranking al 47º posto.

### 2024, primi tre titoli ATP e 32º nel ranking
Inizia la stagione giocando con Galloway, raggiungono la semifinale all'ATP di Hong Kong e non superano il primo turno agli Australian Open. A febbraio vincono il torneo ATP 250 di Delray Beach aggiudicandosi così entrambi il primo titolo in carriera nel circuito maggiore; in finale superano Santiago González / Neal Skupski con il punteggio di 5-7, 7-5, [10-2].  Al Rio Open sconfiggono i numeri 4 e 5 del mondo Rajeev Ram e Joe Salisbury ed escono di scena nei quarti. Raggiungono i quarti anche ad Acapulco e il 1º aprile Cash sale al 46º posto mondiale. Il mese successivo vincono il Challenger 175 di Bordeaux e a giugno il Challenger 125 di Surbiton, per poi perdere per 8-10 nel set decisivo la finale all'ATP di Stoccarda contro Rafael Matos / Marcelo Melo. A fine mese vince con Galloway l'ATP 250 sull'erba dei Mallorca Championships, superano in finale Diego Hidalgo / Alejandro Tabilo con un doppio 6-4 e a fine torneo Cash sale alla 39ª posizione ATP.
Ancora con l'americano, Cash vince il suo primo match in carriera a Wimbledon e non vanno oltre il secondo turno. Sconfitti in semifinale all'Atlanta Open, perdono la finale a Winston-Salem contro Nathaniel Lammons / Jackson Withrow. Non vanno oltre il secondo turno agli US Open. Inizia a giocare con Lloyd Glasspool e a ottobre si aggiudica per la prima volta un titolo ATP Tour 500 ai Japan Open Tennis Championships, sconfiggendo in finale Galloway / Behar con il punteggio di 6-4, 4-6, [12-10], risultato con cui sale al 32º posto mondiale. A novembre si aggiudica il Challenger 125 dello Slovak Open in coppia con Nicolás Barrientos ed escono in semifinale al successivo ATP 250 del Belgrade Open.

### 2025, trionfo a Wimbledon, primo titolo Masters 1000, altri quattro titoli ATP e 2º nel ranking
Inizia la suagione con Glasspool e subito vincono un torneo ATP al Brisbane International con il successo in finale su Jiří Lehečka / Jakub Menšík al terzo set. Continua a salire nel ranking con i quarti di finale raggiunti agli Australian Open, dove vengono battuti da Kevin Krawietz / Tim Pütz. Sconfitti in semifinale al Rotterdam Open, si riscattano aggiudicandosi l'ATP 500 del Qatar Open superando in finale per 6-3, 6-2 Neal Skupski / Joe Salisbury, successo che una settimana dopo spinge Cash al 17º posto mondiale. Tra marzo e aprile disputa e perde con Glasspool le sue prime finali in tornei Masters 1000, al Miami Open superano in semifinale Heliovaara / Patten e vengono sconfitti in tre set dai numeri 1 del mondo Marcelo Arévalo / Mate Pavić, mentre al Monte Carlo Masters si prendono la rivincita in semifinale su Arévalo / Pavić e in finale cedono nel terzo set a Romain Arneodo / Manuel Guinard. A fine torneo Cash sale al 15º posto del ranking.
Delude nei successivi tornei sulla terra battuta ma raggiunge per la prima volta il terzo turno al Roland Garros. La stagione sull'erba ha inizio con la finale raggiunta con Glasspool al Rosmalen Open, persa in tre set contro Matthew Ebden / Jordan Thompson. Si aggiudicano l'ATP 500 dei Queen's Club Championships superando in finale Nikola Mektić / Michael Venus al terzo set e la settimana successiva si aggiudicano il titolo anche all'Eastbourne International con il successo su Ariel Behar / Joran Vliegen. Vincono il terzo titolo consecutivo conquistando il trofeo più prestigioso da inizio carriera al torneo di Wimbledon, superano nei quarti i campioni uscenti Heliovaara / Patten al tie-break del terzo set, in semifinale eliminano le teste di serie nº 4 Granollers / Zeballos e trionfano in finale su Rinky Hijikata / David Pel per 6-2, 7-6. Questa serie di vittorie portano Cash al 4º posto mondiale.
Il grande momento continua con il trionfo al successivo Canadian Open , che è per entrambi il primo titolo Masters 1000 in carriera. In semifinale hanno la meglio sulle teste di serie nº 4 Kevin Krawietz / Tim Pütz e nella finale tutta britannica superano le nº 6 Joe Salisbury / Neal Skupski con il punteggio di 6-3, 6-7, [13-11] dopo aver annullato quattro match-ball. Con questo successo Cash e Glasspool sono i primi a qualificarsi per le ATP Finals. La striscia di 22 match vinti consecutivi si chiude con la semifinale persa contro Nikola Mektic / Rajeev Ram al successivo Masters 1000 di Cincinnati; a fine torneo Cash sale al 2º posto mondiale alle spalle di Glasspool.

## Statistiche
Aggiornate al 18 agosto 2025.

### Doppio

#### Vittorie (9)
| Legenda              |
| Grande Slam (1)      |
| ATP Finals (0)       |
| ATP Masters 1000 (1) |
| ATP Tour 500 (3)     |
| ATP Tour 250 (4)     |

| N. | Data             | Torneo                                 | Superficie | Compagno        | Avversari in finale            | Punteggio            |
| 1. | 17 febbraio 2024 | Delray Beach Open, Delray Beach        | Cemento    | Robert Galloway | Santiago González Neal Skupski | 5-7, 7-5, [10-2]     |
| 2. | 29 giugno 2024   | Mallorca Championships, Calvià         | Erba       | Robert Galloway | Diego Hidalgo Alejandro Tabilo | 6-4, 6-4             |
| 3. | 1º ottobre 2024  | Japan Open Tennis Championships, Tokyo | Cemento    | Lloyd Glasspool | Ariel Behar Robert Galloway    | 6-4, 4-6, [12-10]    |
| 4. | 5 gennaio 2025   | Brisbane International, Brisbane       | Cemento    | Lloyd Glasspool | Jiří Lehečka Jakub Menšík      | 6-3, 6(2)-7, [10-6]  |
| 5. | 22 febbraio 2025 | Qatar Open, Doha                       | Cemento    | Lloyd Glasspool | Joe Salisbury Neal Skupski     | 6-3, 6-2             |
| 6. | 22 giugno 2025   | Queen's Club Championships, Londra     | Erba       | Lloyd Glasspool | Nikola Mektić Michael Venus    | 6-3, 6(5)-7, [10-6]  |
| 7. | 27 giugno 2025   | Eastbourne International, Eastbourne   | Erba       | Lloyd Glasspool | Ariel Behar Joran Vliegen      | 6-4, 7-6(5)          |
| 8. | 12 luglio 2025   | Torneo di Wimbledon, Londra            | Erba       | Lloyd Glasspool | Rinky Hijikata David Pel       | 6-2, 7-6(3)          |
| 9. | 7 agosto 2025    | Canadian Open, Toronto                 | Cemento    | Lloyd Glasspool | Joe Salisbury Neal Skupski     | 6-3, 6(7)-7, [13-11] |

#### Finali perse (8)
| Legenda              |
| Grande Slam (0)      |
| ATP Finals (0)       |
| ATP Masters 1000 (2) |
| ATP Tour 500 (0)     |
| ATP Tour 250 (6)     |

| N. | Data            | Torneo                                       | Superficie  | Compagno        | Avversari in finale                  | Punteggio           |
| 1. | 9 aprile 2023   | U.S. Men's Clay Court Championships, Houston | Terra rossa | Henry Patten    | Max Purcell Jordan Thompson          | 6-4, 4-6, [5-10]    |
| 2. | 22 ottobre 2023 | Stockholm Open, Stoccolma                    | Cemento (i) | Yuki Bhambri    | Andrej Golubev Denys Molčanov        | 6(8)-7, 2-6         |
| 3. | 5 novembre 2023 | Sofia Open, Sofia                            | Cemento (i) | Nikola Mektić   | Gonzalo Escobar Oleksandr Nedovjesov | 3-6, 6-3, [11-13]   |
| 4. | 16 giugno 2024  | Stuttgart Open, Stoccarda                    | Erba        | Robert Galloway | Rafael Matos Marcelo Melo            | 6-3, 3-6, [8-10]    |
| 5. | 24 agosto 2024  | Winston-Salem Open, Winston-Salem            | Cemento     | Robert Galloway | Nathaniel Lammons Jackson Withrow    | 4-6, 3-6            |
| 6. | 30 marzo 2025   | Miami Open, Miami                            | Cemento     | Lloyd Glasspool | Marcelo Arévalo Mate Pavić           | 6(3)-7, 3-6         |
| 7. | 14 aprile 2025  | Monte Carlo Masters, Monte Carlo             | Cemento     | Lloyd Glasspool | Romain Arneodo Manuel Guinard        | 6-1, 6(8)-7, [8-10] |
| 8. | 15 giugno 2025  | Rosmalen Open, 's-Hertogenbosch              | Erba        | Lloyd Glasspool | Matthew Ebden Jordan Thompson        | 4-6, 6-3, [7-10]    |

### Tornei minori

#### Singolare

##### Finali perse (2)
| Legenda        |
| Challenger (0) |
| Futures (2)    |

#### Doppio

##### Vittorie (32)
| Legenda         |
| Challenger (18) |
| ITF (14)        |

| N.  | Data              | Torneo                                                | Superficie        | Compagno           | Avversari in finale                          | Punteggio           |
| 1.  | 4 giugno 2022     | Surbiton Trophy, Surbiton                             | Erba              | Henry Patten       | Oleksandr Nedovjesov Aisam Qureshi           | 4-6, 6-3, [11-9]    |
| 2.  | 18 giugno 2022    | Ilkley Trophy, Ilkley                                 | Erba              | Henry Patten       | Ramkumar Ramanathan John-Patrick Smith       | 7-5, 6-4            |
| 3.  | 27 agosto 2022    | Championnats de Granby, Granby                        | Cemento           | Henry Patten       | Jonathan Eysseric Artem Sitak                | 6-3, 6-2            |
| 4.  | 24 settembre 2022 | Columbus Challenger II, Columbus                      | Cemento (i)       | Henry Patten       | Charles Broom Constantin Frantzen            | 6-2, 7-5            |
| 5.  | 15 ottobre 2022   | Fairfield Challenger, Fairfield                       | Cemento           | Henry Patten       | Anirudh Chandrasekar Vijay Sundar Prashanth  | 6-3, 6-1            |
| 6.  | 30 ottobre 2022   | Las Vegas Tennis Open, Las Vegas                      | Cemento           | Henry Patten       | Constantin Frantzen Reese Stalder            | 6-4, 7-6(1)         |
| 7.  | 5 novembre 2022   | Charlottesville Men's Pro Challenger, Charlottesville | Cemento (i)       | Henry Patten       | Alex Lawson Artem Sitak                      | 6-2, 6-4            |
| 8.  | 19 novembre 2022  | Challenger de Drummondville, Drummondville            | Cemento (i)       | Henry Patten       | Arthur Fery Giles Hussey                     | 6-3, 6-3            |
| 9.  | 26 novembre 2022  | Internazionali di Tennis Castel del Monte, Andria     | Cemento (i)       | Henry Patten       | Francesco Forti Marcello Serafini            | 7-6(3), 4-6, [10-4] |
| 10. | 3 dicembre 2022   | Maia Challenger, Maia                                 | Terra battuta (i) | Henry Patten       | Nuno Borges Francisco Cabral                 | 6-3, 3-6, [10-8]    |
| 11. | 15 aprile 2023    | Sarasota Open, Sarasota                               | Terra verde       | Henry Patten       | Guido Andreozzi Guillermo Durán              | 7-6(4), 6-4         |
| 12. | 7 ottobre 2023    | Internationaux de Vendée, Mouilleron-le-Captif        | Cemento (i)       | Robert Galloway    | Maxime Cressy Otto Virtanen                  | 6-4, 5-7, [12-10]   |
| 13. | 14 ottobre 2023   | Málaga Open, Malaga                                   | Cemento           | Robert Galloway    | Andrew Harris John-Patrick Smith             | 7-5, 6-2            |
| 14. | 28 ottobre 2023   | Brest Challenger, Brest                               | Cemento (i)       | Yuki Bhambri       | Robert Galloway Albano Olivetti              | 6(5)-7, 6-3, [10-5] |
| 15. | 18 novembre 2023  | Good to Great Challenger, Danderyd                    | Cemento (i)       | Bart Stevens       | Jeevan Nedunchezhiyan Vijay Sundar Prashanth | 6(7)-7, 6-4, [10-7] |
| 16. | 18 maggio 2024    | Tournoi International de Bordeaux, Bordeaux           | Terra rossa       | Robert Galloway    | Quentin Halys Nicolas Mahut                  | 6-3, 7-6(2)         |
| 17. | 8 giugno 2024     | Surbiton Trophy, Surbiton                             | Erba              | Robert Galloway    | Nicolás Barrientos Diego Hidalgo             | 6-4, 6-4            |
| 18. | 3 novembre 2024   | Slovak Open, Bratislava                               | Cemento (i)       | Nicolás Barrientos | André Göransson Sem Verbeek                  | 6-3, 6-4            |

##### Finali perse (9)
| Legenda        |
| Challenger (3) |
| ITF (6)        |

| N. | Data           | Torneo                      | Superficie  | Compagno            | Avversari in finale              | Punteggio           |
| 1. | 11 giugno 2022 | Nottingham Open, Nottingham | Erba        | Henry Patten        | Jonny O'Mara Ken Skupski         | 6-3, 2-6, [14-16]   |
| 2. | 4 marzo 2023   | Open Pau-Pyrénées Pau       | Cemento (i) | Constantin Frantzen | Albano Olivetti Dan Added        | 6-3, 1-6, [8-10]    |
| 3. | 19 agosto 2023 | Golden Gate Open, Stanford  | Cemento     | Henry Patten        | Diego Hidalgo Cristian Rodríguez | 7-6(1), 4-6, [8-10] |